# Natação no Campeonato Mundial de Esportes Aquáticos de 2023 - 4x100 m medley misto
A disputa na modalidade 4x100 metros medley misto de Natação no Campeonato Mundial de Esportes Aquáticos de 2023 fora realizada no dia 26 de julho de 2023 na Marine Messe Fukuoka em Fukuoka, no Japão. Ao todo, 184 nadadores em equipes constituídas por pelo menos 4 atletas e de 43 Comitês Olímpicos Nacionais estavam previstas para participarem do evento.

## Formato da competição
A competição consiste em duas rodadas: eliminatórias e final. As equipes com os 8 melhores tempos nas eliminatórias avançam a final. Desempates (swim-offs) são utilizados conforme necessário para quebrar os empates de avanço a próxima rodada.

## Calendário
Todos os horários estão na Hora legal japonesa (UTC+9).
| Data                | Horário | Fase          |
| ------------------- | ------- | ------------- |
| 26 de julho de 2023 | 11:56   | Eliminatórias |
| 26 de julho de 2023 | 21:48   | Final         |

## Recordes
Antes desta competição, os recordes mundiais e do campeonato nesta prova eram os seguintes:
| Tipo                  | Atleta         | Tempo     | Local     | Data                |
| --------------------- | -------------- | --------- | --------- | ------------------- |
|                       | Reino Unido    | 3m 37s 58 | Tóquio    | 31 de julho de 2021 |
| Recorde do campeonato | Estados Unidos | 3m 38s 56 | Budapeste | 26 de julho de 2017 |

## Medalhistas
| Ouro                                                                                               | Prata | Bronze |
| China · Xu Jiayu · Qin Haiyang · Zhang Yufei · Cheng Yujie · Yan Zibei · Wang Yichun · Wu Qingfeng | Austrália · Kaylee McKeown · Zac Stubblety-Cook · Matthew Temple · Shayna Jack · Bradley Woodward · Samuel Williamson · Emma McKeon | Estados Unidos · Ryan Murphy · Nic Fink · Torri Huske · Kate Douglass · Katharine Berkoff · Josh Matheny · Dare Rose · Abbey Weitzei |

Nadadores em itálico participaram apenas nas eliminatórias, mas receberam medalhas.

## Resultados

### Eliminatórias
As eliminatórias foram realizadas no dia 26 de julho com início às 11:56.
| Pos. | Bateria | Raia | Nadadores                       | CON | Tempo   | Notas |
| ---- | ------- | ---- | ------------------------------- | --- | ------- | ----- |
| 1    | 5       | 4    | Estados Unidos                  | Katharine Berkoff (59.12) Josh Matheny (58.45) Dare Rose (50.50) Abbey Weitzeil (52.40)                                 | 3:40.47 | Q     |
| 2    | 4       | 4    | Austrália                       | Bradley Woodward (53.63) Samuel Williamson (58.88) Emma McKeon (56.70) Shayna Jack (51.66)                              | 3:40.87 | Q     |
| 3    | 5       | 5    | Países Baixos                   | Maaike de Waard (1:00.07) Arno Kamminga (58.72) Nyls Korstanje (50.53) Marrit Steenbergen (52.13)                       | 3:41.45 | Q     |
| 4    | 4       | 3    | China                           | Xu Jiayu (52.68) Yan Zibei (59.00) Wang Yichun (57.46) Wu Qingfeng (53.35)                                              | 3:42.49 | Q     |
| 5    | 4       | 5    | Reino Unido                     | Medi Harris (59.71) James Wilby (59.34) Jacob Peters (51.03) Anna Hopkin (53.39)                                        | 3:43.47 | Q     |
| 6    | 5       | 6    | Canadá                          | Ingrid Wilm (59.68) James Dergousoff (1:00.24) Margaret MacNeil (56.74) Ruslan Gaziev (47.66)                           | 3:44.32 | Q     |
| 7    | 4       | 6    | Japão                           | Ryosuke Irie (53.63) Ippei Watanabe (59.48) Ai Soma (57.73) Rikako Ikee (53.95)                                         | 3:44.79 | Q     |
| 8    | 4       | 2    | Alemanha                        | Ole Braunschweig (53.66) Lucas Matzerath (58.97) Angelina Köhler (56.65) Lisa-Marie Finger (56.06)                      | 3:45.34 | Q     |
| 9    | 4       | 8    | Suécia                          | Hanna Rosvall (1:00.37) Erik Persson (1:00.12) Louise Hansson (57.05) Björn Seeliger (48.31)                            | 3:45.85 |       |
| 10   | 5       | 7    | França                          | Pauline Mahieu (1:00.45) Clement Bidard (1:00.11) Stanislas Huille (51.69) Beryl Gastaldello (52.82)                    | 3:46.07 |       |
| 11   | 5       | 3    | Itália                          | Lorenzo Mora (54.69) Federico Poggio (58.87) Ilaria Bianchi (58.39) Costanza Cocconcelli (54.13)                        | 3:46.08 |       |
| 12   | 5       | 2    | Polónia                         | Ksawery Masiuk (53.88) Dominika Sztandera (1:06.61) Adrian Jaskiewicz (51.35) Kornelia Fiedkiewicz (54.45)              | 3:46.29 |       |
| 13   | 3       | 5    | Coreia do Sul                   | Lee Eun-ji (1:00.41) Choi Dong-yeol (59.50) Kim Young-beom (52.25) Hur Yeon-kyung (54.93)                               | 3:47.09 |       |
| 14   | 4       | 7    | Grécia                          | Apostolos Christou (52.99) Arkadios Aspougalis (1:01.30) Anna Ntountounaki (57.40) Maria Drasidou (55.88)               | 3:47.57 |       |
| 15   | 4       | 1    | Israel                          | Anastasia Gorbenko (1:00.13) Ron Polonsky (1:00.17) Tomer Frankel (52.15) Daria Golovaty (55.31)                        | 3:47.76 |       |
| 16   | 5       | 1    | Brasil                          | Guilherme Basseto (54.28) Jhennifer Conceição (1:08.07) Kayky Mota (51.51) Stephanie Balduccini (54.14)                 | 3:48.00 |       |
| 17   | 3       | 3    | Nova Zelândia                   | Helena Gasson (1:00.68) Josh Gilbert (1:01.03) Vanessa Ouwehand (59.07) Carter Swift (48.48)                            | 3:49.26 |       |
| 18   | 1       | 4    | México                          | Miranda Grana (1:03.11) Miguel de Lara (1:00.94) Athena Meneses (1:00.75) Andres Dupont (48.58)                         | 3:53.38 |       |
| 19   | 5       | 9    | Estónia                         | Armin Evert Lelle (57.16) Eneli Jefimova (1:06.83) Daniel Zaitsev (52.61) Aleksa Gold (56.90)                           | 3:53.50 |       |
| 20   | 1       | 2    | Bélgica                         | Stan Franckx (56.25) Florine Gaspard (1:08.80) Valentine Dumont (59.67) Lucas Henveaux (49.34)                          | 3:54.06 |       |
| 21   | 4       | 0    | Hungria                         | Áron Székely (55.96) Dalma Sebestyén (1:09.75) Lora Komoróczy (1:00.86) Dániel Mészáros (50.25)                         | 3:56.82 |       |
| 22   | 5       | 0    | Colômbia                        | Santiago Corredor (57.59) Jorge Murillo (1:01.41) Karen Durango (1:01.89) Sirena Rowe Cervantes (56.58)                 | 3:57.47 |       |
| 23   | 3       | 4    | Eslováquia                      | Teresa Ivan (1:03.44) František Jablčník (1:06.21) Andrea Podmaníková (1:02.11) Matej Duša (49.93)                      | 4:01.69 |       |
| 24   | 3       | 7    | Bahamas                         | Lamar Taylor (55.03) Rhanishka Gibbs (1:15.42) Davante Carey (54.80) Zaylie Thompson (58.73)                            | 4:03.98 |       |
| 25   | 3       | 6    | Peru                            | Alexia Sotomayor (1:05.21) McKenna de Bever (1:14.36) Diego Balbi (54.18) Joaquin Vargas (51.25)                        | 4:05.00 |       |
| 26   | 4       | 9    | Tailândia                       | Saovanee Boonamphai (1:06.29) Dulyawat Kaewsriyong (1:05.50) Navaphat Wongcharoen (54.85) Kamonchanok Kwanmuang (58.49) | 4:05.03 |       |
| 27   | 1       | 7    | Panamá                          | Carolina Cermelli (1:04.75) Emily Santos (1:10.68) Jeancarlo Calderon Harper (56.95) Tyler Christianson (54.70)         | 4:07.08 |       |
| 28   | 2       | 1    | Armênia                         | Artur Barseghyan (1:02.72) Ashot Chakhoyan (1:05.45) Varsenik Manucharyan (1:03.02) Ani Poghosyan (58.64)               | 4:09.83 |       |
| 29   | 1       | 6    | Mongólia                        | Ariuntamir Enkh-Amgalan (1:08.41) Batbayar Enkhtamir (1:06.87) Enkhtur Erkhes (58.15) Batbayar Enkhkhuslen (57.02)      | 4:10.45 |       |
| 30   | 3       | 1    | Federação suspensa              | Swaleh Abubakar Talib (1:06.03) Maria Brunlehner (1:13.83) Emily Muteti (1:02.71) Monyo Maina (52.79)                   | 4:15.36 |       |
| 31   | 3       | 8    | Uganda                          | Adnan Kabuye (1:03.60) Tendo Mukalazi (1:07.40) Tara Naluwoza (1:09.31) Kirabo Namutebi (59.39)                         | 4:19.70 |       |
| 32   | 3       | 0    | Angola                          | Salvador Gordo (1:01.31) Maria Lopes Freitas (1:20.21) Lia Ana Lima (1:07.36) Henrique Mascarenhas (52.27)              | 4:21.15 |       |
| 33   | 2       | 2    | Bahrein                         | Asma Lefahler (1:13.55) Abdulla Khalid Jamal (1:06.11) Ali Sadeq Alawi (1:00.75) Ayah Binrajab (1:03.99)                | 4:24.40 |       |
| 34   | 2       | 7    | Nigéria                         | Clinton Opute (1:07.38) Adaku Nwandu (1:23.16) Dorcas Abeng (57.10) Colins Obi Ebingha (1:01.26)                        | 4:28.90 |       |
| 35   | 3       | 9    | Marianas Setentrionais          | Isaiah Aleksenko (58.58) Maria Batallones (1:21.15) Anthony Deleon (1:03.42) Shoko Litulumar (1:08.78)                  | 4:31.93 |       |
| 36   | 2       | 9    | Papua-Nova Guiné                | Abigail Ai Tom (1:15.56) Georgia-Leigh Vele (1:17.41) Nathaniel Noka (1:03.88) Josh Tarere (55.46)                      | 4:32.31 |       |
| 37   | 2       | 8    | Estados Federados da Micronésia | Kyler Anthony Kihleng (1:12.03) Tasi Limtiaco (1:04.17) Kestra Kihleng (1:14.09) Taeyanna Adams (1:06.67)               | 4:36.96 |       |
| 38   | 2       | 0    | Cabo Verde                      | La Troya Pina (1:16.55) Jayla Pina (1:14.28) Troy Pina (1:06.82) Ailton Lima (59.46)                                    | 4:37.11 |       |
| 39   | 2       | 3    | Tanzânia                        | Ria Save (1:16.14) Hilal Hemed Hilal (1:15.91) Collins Saliboko (58.97) Sophia Latiff (1:06.33)                         | 4:37.35 |       |
| 40   | 1       | 3    | Tonga                           | Kapeli Siua (1:10.09) Noelani Day (1:25.13) Finau Ohuafi (1:00.29) Charissa Panuve (1:03.91)                            | 4:39.42 |       |
| 41   | 2       | 4    | Guam                            | Israel Poppe (1:03.93) Amaya Bollinger (1:38.00) James Hendrix (57.58) Mia Lee (1:01.17)                                | 4:40.68 |       |
| 42   | 2       | 5    | Maldivas                        | Ali Imaan (1:05.47) Hamna Ahmed (1:31.10) Mohamed Rihan Shiham (1:03.93) Meral Ayn Latheef (1:10.14)                    | 4:50.64 |       |
| 43   | 1       | 5    | Antígua e Barbuda               | DNS | DNS     | DNS   |
| 43   | 3       | 2    | Espanha                         | DNS | DNS     | DNS   |
| 43   | 5       | 8    | Singapura                       | DNS | DNS     | DNS   |
| 43   | 2       | 6    | Malawi                          | Ammara Pinto (1:19.09) Filipe Gomes Muhammad Ali Moosa Tayamika Chang'Anamuno                                           | DSQ     | DSQ   |

### Final
A final fora realizada no dia 27 de julho às 21:48.
| Pos.              | Raia | Nadadores      | CON                                                                                               | Tempo   | Notas |
| ----------------- | ---- | -------------- | ------------------------------------------------------------------------------------------------- | ------- | ----- |
| Medalha de ouro   | 6    | China          | Xu Jiayu (52.42) Qin Haiyang (57.31) Zhang Yufei (55.69) Cheng Yujie (53.15)                      | 3:38.57 |       |
| Medalha de prata  | 5    | Austrália      | Kaylee McKeown (58.03) Zac Stubblety-Cook (58.84) Matthew Temple (50.63) Shayna Jack (51.53)      | 3:39.03 |       |
| Medalha de bronze | 4    | Estados Unidos | Ryan Murphy (52.02) Nic Fink (58.19) Torri Huske (58.19) Kate Douglass (51.79)                    | 3:40.19 |       |
| 4                 | 3    | Países Baixos  | Maaike de Waard (1:00.05) Arno Kamminga (59.00) Nyls Korstanje (50.67) Marrit Steenbergen (52.09) | 3:41.81 |       |
| 5                 | 2    | Grã-Bretanha   | Medi Harris (59.76) James Wilby (59.47) Jacob Peters (51.11) Anna Hopkin (52.86)                  | 3:43.20 |       |
| 6                 | 7    | Canadá         | Kylie Masse (59.19) James Dergousoff (1:00.69) Margaret MacNeil (56.30) Ruslan Gaziev (47.54)     | 3:43.72 |       |
| 7                 | 1    | Japão          | Ryosuke Irie (53.42) Ippei Watanabe (59.60) Ai Soma (58.40) Rikako Ikee (53.91)                   | 3:45.33 |       |
| 8                 | 8    | Alemanha       | Ole Braunschweig (54.00) Lucas Matzerath (59.97) Angelina Köhler (56.74) Nele Schulze (54.91)     | 3:45.62 |       |

Legenda
| Recorde mundial       | Recorde mundial (World record)               |                       | Recorde africano                      | Recorde africano (African) |                                           | Q | Classificado por posição (Qualified) |
| Recorde do campeonato | Recorde do campeonato (Championship record)  | Recorde da América    | Recorde da América (Americas)         | q                          | Classificado por melhor tempo (Qualified) |   |                                      |
| Melhor marca do ano   | Melhor marca do ano (World leading)          | Recorde asiático      | Recorde asiático (Asian)              | DNS                        | Não largou (Did not start)                |   |                                      |
| Recorde nacional      | Recorde nacional (National record)           | Recorde europeu       | Recorde europeu (European)            | DNF                        | Não terminou (Did not finish)             |   |                                      |
| Recorde pessoal       | Recorde pessoal do atleta (Personal best)    | Recorde da Oceania    | Recorde da Oceania (Oceania)          | DSQ / DQ                   | Desclassificado (Disqualified)            |   |                                      |
| Recorde da temporada  | Recorde da temporada do atleta (Season best) | Recorde sul-americano | Recorde sul-americano (South America) | NM                         | Sem marca (No mark)                       |   |                                      |